# Calipatria
Calipatria est une municipalité située dans le comté d'Imperial, en Californie, aux États-Unis ; le long de la California State Route 111 (en). Sa population était de 7 289 au recensement de 2000. La ville est située à 33°7′34″N, 115°30′45″O et s'étend sur 9,6 km2 ; à environ 56 mètres sous le niveau de la mer.
Calipatria possède un aéroport municipal (Calipatria Municipal Airport, code AITA : CLR).
La prison d'État de Calipatria est une prison d'État construite en 1992 réservée aux hommes.

## Démographie

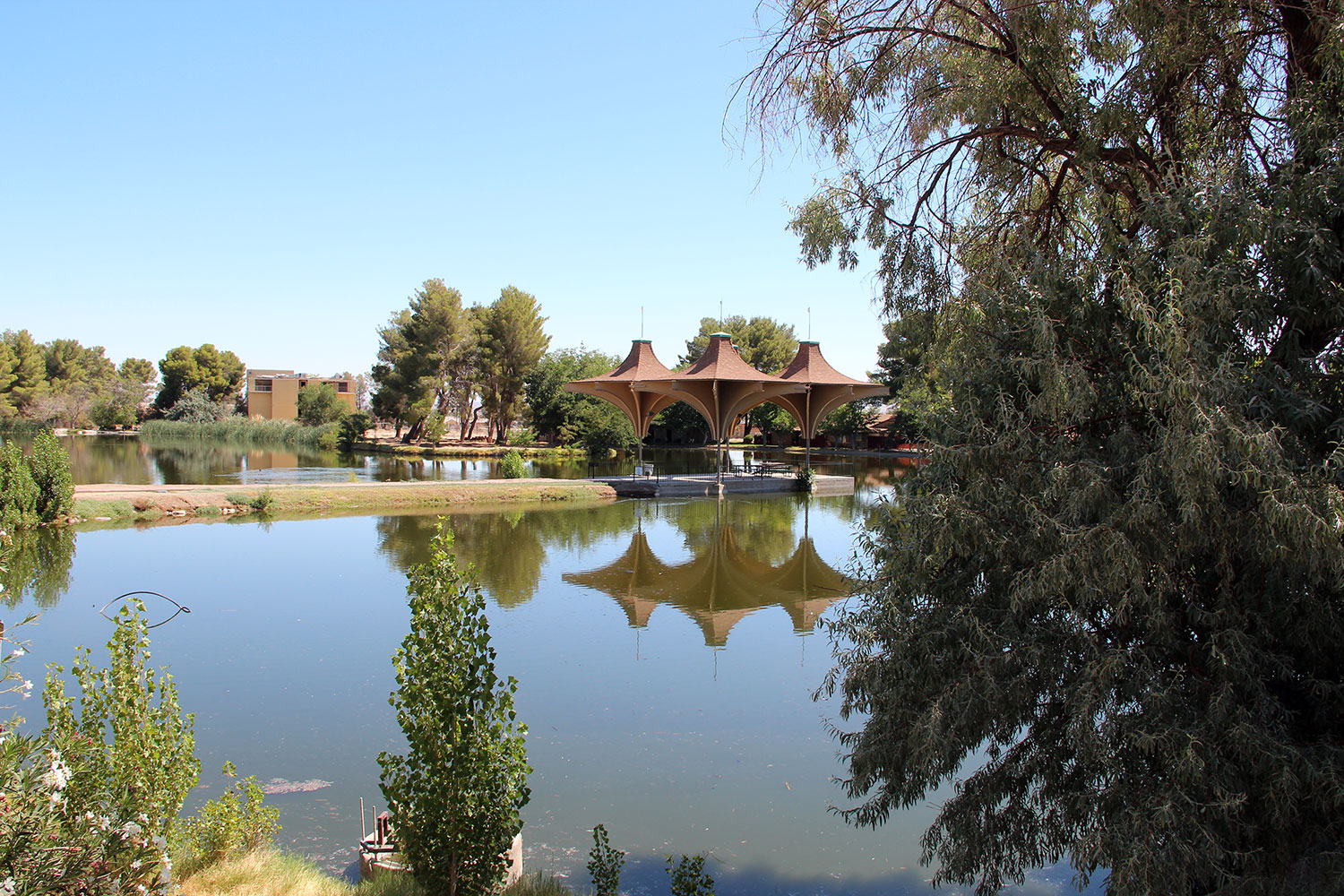
Côté ouest de California City Central Park.

| 1920 | 1930  | 1940  | 1950  | 1960  | 1970  |
| ---- | ----- | ----- | ----- | ----- | ----- |
| 785  | 1 554 | 1 799 | 1 428 | 2 548 | 1 824 |

| 1980  | 1990  | 2000  | 2010  | - | - |
| ----- | ----- | ----- | ----- | - | - |
| 2 636 | 2 690 | 7 289 | 7 705 | - | - |